# Carlos Gardini
Carlos Gardini (Buenos Aires, 26 de agosto de 1948 – Buenos Aires, 1 de março de 2017) foi um escritor argentino cuja obra está inserida nos gêneros ficção científica e fantasia.
Sua carreira literária iniciou-se em 1982, quando seu conto "Primera Línea" ganhou o prêmio do Círculo de Lectores. Entre os membros do júri estavam Jorge Luis Borges e José Donoso.

## Obras

### Livros
- Mi cerebro animal (contos, 1983).
- Primera línea (contos, 1983).
- Sinfonía cero (contos, 1984).
- Juegos malabares (romance, 1984).
- Cuentos de Vendavalia (contos infantis, 1988).
- El Libro de la Tierra Negra (romance, 1991).
- Los ojos de un Dios en celo (romance, 1996).
- El Libro de las Voces (romance, 2001).
- El Libro de la Tribu (romance, 2001).
- Vórtice (romance, 2002).
- Fábulas invernales (romance, 2004).

### Contos
- "Cesarán las lluvias"
- "El canto del lobo"
- "Éxtasis"
- "Fuerza de ocupación"
- "Hawksville"
- "La última tormenta"
- "Primera línea"
- "Timbuctú"
- "Una tarde en familia"
- "Venecia en llamas"

## Prêmios
- Primeiro Prêmio do Círculo de Lectores por "Primera línea", 1982.
- Diploma de Mérito Konex, 1984.
- Prêmio Axxón por El Libro de la Tierra Negra]], 1991.
- Prêmio Más Allá por El Libro de la Tierra Negra, 1992.
- Prêmio UPC por Los ojos de un Dios en celo, 1996.
- Prêmio Ignotus por "Timbuctú", 1998.
- Prêmio UPC por El Libro de las Voces, 2001.